# Lepidochrysops lotana
Lepidochrysops lotana är en fjärilsart som beskrevs av Swanepoel 1962. Lepidochrysops lotana ingår i släktet Lepidochrysops och familjen juvelvingar. IUCN kategoriserar arten globalt som akut hotad. Inga underarter finns listade i Catalogue of Life.